# Fillion c. Chiasson
Fillion c. Chiasson  est un arrêt important de la Cour d'appel du Québec en matière de droit québécois de la diffamation.

## Les faits
L'animateur de radio Jeff Fillion tient des propos sexistes concernant l'animatrice de télévision Sophie Chiasson, que ses co-animateurs surnomment « Miss Météo ».  Il fait des commentaires entre autres sur son apparence physique, son degré de notoriété, sa réputation et sa vie privée. Fillion avait entre autres affirmé que le cerveau de madame Chiasson était inversement proportionnel à la grosseur de ses seins et sous entendu qu'elle avait fait des fellations pour obtenir des emplois dans les médias.

## Le procès en Cour supérieure
À la suite d'un procès en diffamation, Jeff Fillion, la station et ses coanimateurs sont condamnés, le 11 avril 2005, à verser 340 000 $ (montant révisé à 300 000 $ au terme de l'appel en 2007) en dommages-intérêts à l'animatrice de télévision Sophie Chiasson. Le juge Yves Alain, de la Cour supérieure du Québec, affirme dans son jugement, que « les propos visant Mme Chiasson sont sexistes, haineux, malicieux, non fondés, blessants et injurieux. Ils portent atteinte à la dignité, à l’honneur et à l’intégrité de l’être humain en général et de Mme Chiasson en particulier. » 
Le montant donné à Sophie Chiasson est bien au-delà de la jurisprudence où les montants n'avaient jamais dépassé 50 000 $.
Quelques jours avant la décision, le matin du 17 mars 2005, lors de son émission Le monde parallèle de Jeff Fillion, Jean-François Fillion quitte son poste d'animateur. Le président de Genex Communications et propriétaire de CHOI-FM, Patrice Demers, affirme, en conférence de presse, que : « Il [Jeff Fillion] n'avait pas le goût de faire de la radio dans le contexte que nous et la société lui imposions ». Il demeure toutefois à l'emploi de Radio X.

## Le jugement d'appel
La Cour d'appel maintient l'essentiel du jugement de première instance. La somme de 200 000 $ payable par Filion et ses partenaires est modifiée à 182 000 $. Il s'agit tout de même d'un montant relativement important pour cette époque.
Le jugement fait valoir au paragraphe 43 que : « Le but d’un contre-interrogatoire est de mieux faire ressortir la vérité. Ce n’est pas d’éreinter le témoin ou de le confondre coûte que coûte en tentant de le convaincre qu’il se trompe sur le sens de ses propres paroles ».
Le jugement explique la portée de la faute dans le temps et sa gravité. Il retient la responsabilité de l'appelant Demers. Il contient également des commentaires doctrinaux sur l'intérêt de présenter une preuve nouvelle en appel et sur les dommages-intérêts  pour le préjudice moral.